# Lakatos Sándor (lelkész)

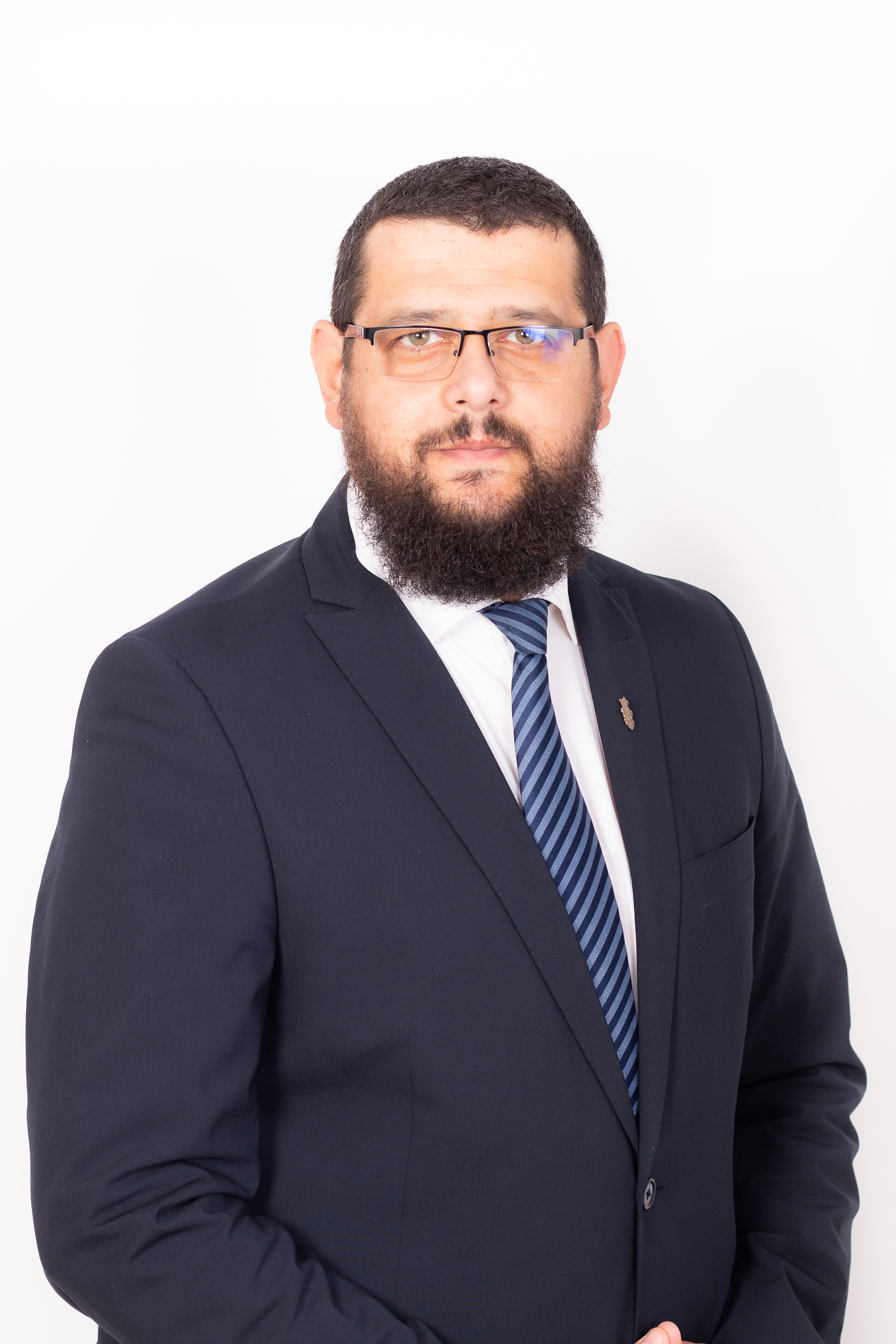
Dr. Lakatos Sándor

Dr. Lakatos Sándor (Brassó, 1980.–) unitárius lelkész-vallástanár, középiskolai igazgató

## Életútja
2004-ben szerzett lelkészi oklevelet a kolozsvári Protestáns Teológiai Intézetben. Ezzel párhuzamosan vallástanári képesítést szerzett a Babeș-Bolyai Tudományegyetem vallástanárképző intézetében. 2004–2006 között a Sepsiszentgyörgyi Unitárius Egyházközség gyakorló segédlelkészeként és középiskolai vallástanáraként működött. 2006-tól a székelykeresztúri Berde Mózes Unitárius Gimnáziumban iskolalelkész-vallástanárként végzi egyházi szolgálatát. 
2020 szeptemberétől a gimnázium igazgatóhelyettese, 2022 áprilisától az iskola igazgatójaként működik. 2020-ban doktori (PhD) fokozatot szerzett a Babeș–Bolyai Tudományegyetem keretében működő Történelem-Civilizáció-Kultúra Doktori Iskolában a történeti demográfia tárgykörében. Kutatási területe a székelyföldi protestáns falvak 19-20. századi anyakönyvi adatainak vizsgálatához kötődik.
Az erdélyi Fűszál együttes és a Daltutajok zenekar alapító tagja, verszenésítő, előadó.

## Szakmai tagságok
2008–2012 között az Erdélyi Unitárius Egyház Valláserkölcsi Nevelési Bizottságának tagja. 
2012-től a Magyar Unitárius Egyház Oktatási Bizottságának választott tagja és főtanácsi küldötte.
2011-től a Székelykeresztúri Berde Mózes Unitárius Gimnázium Vezetőtanácsának választott tagja.
2016–2021 között a Középfokú Fegyelmi Bíróság póttagja, majd rendes tagja.
2021-től a Felsőfokú Fegyelmi Bíróság rendes tagja.
2021 szeptemberétől a Magyar Unitárius Egyház püspökének megbízásából a Sapientia Alapítvány kurátora.

## Fontosabb publikációk
- Lakatos Sándor-Pakot Levente: Közösségi normák és házasságon kívüli születések: udvarhelyszéki falvak a 19. században. In. A Csíki Székely Múzeum Évkönyve X-XI. 2015–2016. Csíki Székely Múzeum, Csíkszereda, 119–131 o. ISSN 1841-0197
- Múlt és jelen 300 archív képben Recenzió: Székelykeresztúr, Várostörténeti fotóalbum. Szerk. Sándor-Zsigmond Ibolya, grafikai szerk. Sándor-Zsigmond Dénes 2014, Székelykeresztúr Város Önkormányzata és a Molnár István Múzeum kiadványa (Lakatos Sándor) ISSN 1222-8370. In Erdélyi Évszázadok. A Kolozsvári Magyar Történeti Intézet Évkönyve I. Fürdőélet Erdélyben. Főszerkesztő: Rüsz-Fogarasi Enikő. ISBN 978-606-8886-05-3 / ISSN 2558-8761
- Egyházi anyakönyvek és családkönyvek a 18–19. századi családrekonstitúciós vizsgálatokban 275–281. old. In: Kolumbán Vilmos József (szerk.): Non videri, sed esse. Tanulmányok a 60 éves Buzogány Dezső tiszteletére. Erdélyi Református Egyháztörténeti Füzetek 22. Kolozsvár: Kolozsvári Protestáns Teológiai Intézet 2017. 288 old. ISBN 9786069349861
- Felekezeti együttélés az udvarhelyszéki Homoródszentmártonban 1770–1948 között 44-88. old. In: Kolumbán Zsuzsa és Róth András Lajos (szerk.): AREOPOLISZ–2016. Székelyudvarhely, Pro Print, 2017
- Berde Mózsa – Az unitárius jótevők fejedelme In. A reformáció kincsei III. A protestáns kisegyházak Magyarországon. Kollega Tarsoly István – Kovács Eleonóra szerk. ISBN 978-963-9570-99-3 Tarsoly kiadó, Budapest, 2017. p. 92–94.
- Márciusi ünneplésünk 2018-ban a 225 éves Unitárius Gimnázium perspektívájából. In. Székelykeresztúri Kisváros 2018. március – 186. lapszám.  6. oldal. ISSN 2392-7135.
- Az iskolai színjátszásról. 81–86. old. In. Kincseskönyv. A Berde Mózes Unitárius Gimnázium Iskolatörténeti emlékkönyve. Szerk. Varró Margit. Székelykeresztúr 2018. – ISBN 978-606-8599-42-7.
- Liturgiai élet és lelkigondozás az újkori Unitárius Gimnáziumban. 94–99. old. In. Kincseskönyv. A Berde Mózes Unitárius Gimnázium Iskolatörténeti emlékkönyve. Szerk. Varró Margit. Székelykeresztúr 2018. – ISBN 978-606-8599-42-7.
- Berde Mózsa (1815–1893) 93–97. old. és Balázs Ferenc Keresztúron (1815–1893) 152–153. old. In. Virágokká vált bojtorjánok. Emlékalbum a 225 éves Székelykeresztúri Berde Mózes Unitárius Gimnázium tiszteletére. Lektor: Lakatos Sándor. Szerkesztő: Sándor Zsigmond Ibolya. Kiadja a Berde Mózes Unitárius Gimnázium. Székelykeresztúr, 2018
- Házasságkötések Homoródszentmártonban 1830–1939. In Gábor Barna (szerk): Családtörténet, családvédelem, vallás. A család egykor és ma, 4. (konferenciakötet), Szeged, 2018. 189– 213. old. – ISBN 978-963-306-603-4 .
- A múzsák és erények keresztúri hajlékáról. In Keresztúr 450. Emlékkönyv, 2018. 78– 92. old. – ISBN 978-615-81105-1-8.
- A 225 éves székelykeresztúri Unitárius Gimnázium történetének forrásairól 117-132. old. In: Kolumbán Zsuzsanna és Róth András Lajos (szerk.): AREOPOLISZ–2018. Székelyudvarhely, Pro Print, 2018
- Iskolahét a Berde Mózes Unitárius Gimnáziumban. In. Székelykeresztúri Kisváros 2019. március – 198. lapszám.  5. oldal. ISSN 2392–7135
- Gymnasium nemes Keresztúrfiszéken, 1793-óta. Művelődés folyóirat melléklete. Bemutatkozik a Székelykeresztúr kistérség – 2018/4
- Balázs Ferenc a Keresztúri közösségszervező. Kolumbán Vilmos József (szerk.): A „Recepta Religiók” Erdélyben. Egyháztörténeti Tanulmányok. Erdélyi Református Egyháztörténeti Füzetek 25. Kolozsvár, Kolozsvári Protestáns Teológiai Intézet 2019. 404–419. ISBSN 978-606-93498-9-2
- Házasságok szezonalitása két székelyföldi faluban 1800–1940 között. In. Ezerarcú Erdély. Politika, társadalom, kultúra. Ed: Tőtős Áron – K. Markaly Aranka – Koloh Gábor – Horváth Illés. EME. Kolozsvár, 2019. 187–210. old. ISBN 978-606-739-123-7
- Házasságkötés, megözvegyülés és újraházasodás a Homoródok vidékén (1830–1939) – 2020 In: Erdélyi Gabriella (ed.): Özvegyek és árvák a régi Magyarországon, 1550–1940. Magyar családtörténetek: tanulmányok, 5. Bölcsességtudományi Kutatóközpont. Történettudományi Intézet. Budapest. 37–68.
- Hargita megye oktatási intézményei – nevelés és kulturális örkseg – 2021 9. 20–22. Lakatos Sándor: A Berde Mózes Unitárius Gimnázium, Székelykeresztúr ISBN 978-973-0-35121-7 / Învățământul Harghitean – educație și patrimoniu cultural 2021 – coautor – 2021 p. 176–178. Lakatos Sándor: Prezentarea Liceului Teologic Unitarian „Berde Mózes” ISBN 978-973-0-35119-4
- Marriage, Widowhood, and Remarriage in the Székely Land (1830–1939) p. 169-196. In Volumul: Remarriage and Stepfamilies in East Central Europe, 1600-1900. Edited By Gabriella Erdélyi, András Péter Szabó. ISBN 9781032290843. Published January 27, 2023 by Routledge. 364 Pages 35 B/W Illustrations https://www.routledge.com/.../Erdely.../p/book/9781032290843

## Zenei publikációk és fontosabb médiaszereplések
- 2001 – Fűszál együttes, Tízezer mérföld c. megzenésített verses hangzóanyag. –Kolozsvár Agnus kiadó.
- 2002 – Fűszál együttes, Szélfútt barázdákon c. megzenésített verses hangzóanyag. –Kolozsvár Agnus kiadó.
- 2003 – Fűszál együttes, Szem mögött, Szó mögött c. megzenésített verses hangzó anyag. – Kolozsvár Glas Transilvan Stúdió.
- 2006 – Márk Attila: Tiszta szívvel c. megzenésített verses albuma – közreműködő zenészként
- 2014 – Daltutajok című unitárius ifjúsági hanganyag és kottásfüzet – Szerző és közreműködő zenész
- Dokumentumfilm – Duna Tv (Kolozsvári stúdió) A csendrigó (portréfilm Egyed Emeséről, rendező Marius Tabacu, 2003); – Zenei munkatárs: Fűszál együttes
- Dokumentumfilm – Duna Tv (Magyarország) – Kovács András Ferenc portré – Duna TV, 2007 Magyar nyelvű dokumentumfilm 60 perc – Zenei munkatárs: Fűszál együttes Rendező – Mispál Attila, Forgatókönyv – Mészáros Katalin Bogárka, Operatőr – Sibalin György
- Dokumentumfilm – RTL Klub (Magyarország) Kányádi Sándor portréfilm – RTL Klub – 2010 Magyar nyelvű dokumentumfilm 16 perc – Zenei munkatárs: Fűszál együttes XXI. Század c. műsor, Rendező: Velti László